# Csörötnek
Csörötnek (esloveno: Čretnik; alemão: Schrietling) é um município da Hungria, situado no condado de Vas. Tem 20,53 km² de área e sua população em 2015 foi estimada em 899 habitantes.